# Xol Qarabucaq
Xol Qarabucaq è un comune dell'Azerbaigian situato nel distretto di Neftçala.